# Raven Software
Raven Software Corporation (denumire comercială: Raven; fostul Raven Software, Inc.) este un dezvoltator de jocuri video american cu sediul în Middleton, Wisconsin, și parte a Activision. Fondat în may 1990 de frații Brian și Steve Raffel, compania este cunoscută cel mai bine pentru franciza de fantezie întunecată Heretic/Hexen, primele două jocuri cu Soldier of Fortune și de asemenea titluri licențiate bazate în seria Star Wars: Jedi Knight și personajele X-Men din Marvel Comics, inclusiv Marvel: Ultimate Alliance din 2006. Din 2011, Raven a lucrat la multiple jocuri Call of Duty ca dezvoltator atât principal cât și de suport.
Primul joc al lui Raven, Black Crypt (1992), a fost conceput la sfârșitul anilor 1980 de frații Raffel ca un joc de rol cu hârtie și creion până când cei doi au reelaborat proiectul de la zero ca să devină un joc video. Deși nu a avut o performanță comercială reușită, recepția sa pozitivă de către critici și eforturile technologice au condus la John Romero propunând lui Raven să dezvolte noi titluri pentru computer personal începând cu ShadowCaster (1993), care a fost alimentat de Raven Engine, o versiune modificată a motorului Wolfenstein 3D proiectată de John Carmack. Succesul jocului a impresionat id Software și Strategic Simulations, care au semnat un pact să publice următoarele jocuri ale companiei, care a crescut la două echipe să lucreze la CyClones și Heretic, ambele din 1994. Cel din urmă, inspirat de interesul lui Brian Raffel interest de a face un joc inspirat din Dungeons & Dragons, a fost elogiat de critici, dând naștere la mai multe sequeluri și ajutând pe Raven să crească la trei echipe de dezvoltare.
În august 1997, Activision a  anunțat că a intrat într-un acord să achiziționeze Raven și a preluat distribuția la Hexen II, iar celelalte două echipe Raven au continuat producția la titlurile anunțate anterior Take No Prisoners și MageSlayer. După Heretic II din 1998, Raven a urmărit să-și extindă jocurile către un public mai larg, achiziționând drepturile de nume la revista Soldier of Fortune să dezvolte un joc cu același nume în timp ce a lucrat de asemenea la primul său titlu licențiat, Star Trek: Voyager – Elite Force. Cel din urmă a fost primit cu laude universale de critici și a obținut de atunci o urmărire cultă, încurajând LucasArts să colaboreze cu Raven la Star Wars Jedi Knight II: Jedi Outcast și Star Wars Jedi Knight: Jedi Academy. Compania și-a continuat de asemenea parteneriatul cu id Software, lucrând la Quake 4, Wolfenstein din 2009, și fiind remarcat ca unul dintre primele studiouri să licențieze id Tech 4.
În anii 2000, Raven a lucrat de asemenea cu Marvel Entertainment în unele din personajele sale cu supereroi, lansând X-Men Legends (2004), X-Men Legends II: Rise of Apocalypse (2005), Marvel: Ultimate Alliance (2006) și X-Men Origins: Wolverine (2009). Aceasta a durat până când Raven a anunțat o nouă proprietate intelectuală în peste zece ani, Singularity, care a fost lansat la o recepție pozitivă în 2010. În 2011, Raven s-a mutat să lucreze în mai multe titluri Call of Duty ca un dezvoltator de suport, iar în 2014, compania a deschis un studio chinez în Shanghai să lucreze la Call of Duty Online cu Tencent Games. Raven a lucrat cu Infinity Ward și Treyarch la Call of Duty: Warzone și Call of Duty: Black Ops Cold War, ambele din 2020, conducând producția la campania single-player a acestuia din urmă; el dezvoltă în prezent Call of Duty: Black Ops 6.

## Jocuri dezvoltate
- Black Crypt (1992)
- Shadowcaster (1993)
- CyClones (1994)
- Heretic (1994)
  - Heretic: Shadow of the Serpent Riders (1996)
- Hexen (1995)
  - Deathkings of the Dark Citadel (1996)
- Necrodome (1996)
- Mageslayer (1997)
- Take No Prisoners (1997)
- Hexen II (1997)
  - Hexen II Mission Pack: Portal of Praevus (1998)
- Heretic II (1998)
- Soldier of Fortune (2000)
- Star Trek: Voyager – Elite Force (2000)
- Star Trek: Voyager Elite Force: Virtual Voyager (2001)
- Star Wars Jedi Knight II: Jedi Outcast (2002)
- Soldier of Fortune II: Double Helix (2002)
- Star Wars Jedi Knight: Jedi Academy (2003)
- X-Men Legends (2004)
- X-Men Legends II: Rise of Apocalypse (2005)
- Quake 4 (2005)
- Marvel: Ultimate Alliance (2006)
- X-Men Origins: Wolverine (2009)
- Wolfenstein (2009)
- Singularity (2010)
- Call of Duty: Black Ops[5] (2010)
- Call of Duty: Modern Warfare 3[5] (2011)
- Call of Duty: Black Ops II (2012)
- Call of Duty: Ghosts (2013)
- Call of Duty: Advanced Warfare (2014)
- Call of Duty Online (2015)
- Call of Duty: Black Ops III (2015)
- Call of Duty: Infinite Warfare (2016)
- Call of Duty: Modern Warfare Remastered (2016)
- Call of Duty: WWII (2017)
- Call of Duty: Black Ops 4 (2018)
- Call of Duty: Modern Warfare (2019)
- Call of Duty: Warzone (2020)
- Call of Duty: Black Ops Cold War (2020)
- Call of Duty: Warzone 2.0 (2022)
- Call of Duty: Black Ops 6 (2024)